# Pentabrachion
Pentabrachion es un género de plantas con flores perteneciente a la familia Phyllanthaceae. Consiste en una especie, Pentabrachion reticulatum.